# Interferômetro de Fizeau

Figura 1. Interferômetro de Fizeau

Um interferômetro de Fizeau é um arranjo interferométrico no qual duas superfícies refletoras são colocadas faceando uma à outra. Como visto na Figura 1, a luz refletida da superfície traseira do primeiro refletor é combinada com a luz refletida da superfície frontal do segundo refletor para formar franjas de interferência.
O termo interferômetro de Fizeau também refere a um arranjo interferométrico usado por Hippolyte Fizeau em um famoso experimento em 1851 que suportou aparentemente a hipótese de arrastamento parcial do éter de Augustin Jean Fresnel, mas que em última análise desempenhou um papel fundamental na concretização de uma crise na física que levou Einstein ao desenvolvimento da teoria da relatividade restrita. Veja o experimento de Fizeau.

## Aplicações

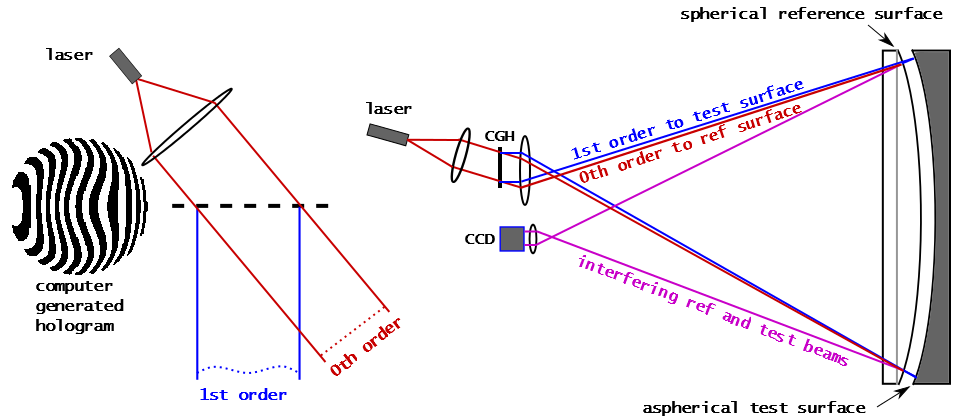
Figura 2. Teste óptico com um interferômetro de Fizeau e um holograma gerado por computador

Interferômetros de Fizeau são comumente usados para medição da forma de uma superfície óptica: Tipicamente, uma lente ou espelho fabricado é comparado a uma peça de referência que tenha a forma desejada. Na Figura 1, o interferômetro de Fizeau é mostrado como pode ser configurado para testar um plano óptico. Um plano de referência precisamente figurado é colocado em cima da do plano que está sendo testado, separado por espaçadores estreitos. O plano de referência é levemente chanfrado (apenas uma fracão de um grau de chanfro é necessário) para prevenir que a superfície traseira do plano produza franjas de interferência. Um feixe colimado de luz monocromática ilumina os dois planos, e o divisor de feixes permite que as franjas sejam vistas sobre o eixo.
A peca de referência é, às vezes, realizada por um elemento óptico difrativo (holograma gerado por computador ou CGH), como este pode ser manufaturado por métodos litográficos de alta acurácia. Figura 2 ilustra o uso de CGHs em teste. Ao contrário da figura, CGHs reais tem espaçamento de linha na ordem de 1 a 10 µm. Quando luz laser é passada através da CGH, o feixe difratado de ordem zero não experimento modificação na frente de onda. A frente de onda do feixe difratado de primeira ordem, entretanto, é modificado para coincidir com a forma desejada da superfície de teste. Na configuração de teste do interferômetro de Fizeau ilustrado, o feixe difratado de ordem zero é dirigido em direção à superfície de referência esférica, e o feixe difratado de primeira ordem é dirigido em direção à superfície de teste de tal forma que os dois feixes refletidos se combinam para formar as franjas de interferência.
Interferômetros de Fizeau são também utilizados em sensores de fibra óptica para medição de pressão, temperatura, deformação, etc.